# رون هيرون
رون هيرون (بالإنجليزية: Ron Herron)‏ هو كاتب ومهندس معماري ومدرس ومؤلف بريطاني، ولد في 12 أغسطس 1930 في لندن في المملكة المتحدة، وتوفي في 2 أكتوبر 1994.